# Eszter Békési
Eszter Dóra Békési, född 19 januari 2002 i Debrecen, är en ungersk simmare.

## Karriär
Vid EM 2024 i Belgrad var Békési en del av Ungerns lag som tog silver på 4×100 meter medley och brons på 4×100 meter mixed medley.